# Klamoš
Klamoš település Csehországban, a Hradec Králové-i járásban. Klamoš Nové Město nad Cidlinou, Chlumec nad Cidlinou, Malé Výkleky, Přepychy, Újezd u Přelouče, Chýšť és Kladruby nad Labem településekkel határos. Lakosainak száma 419 fő (2024. január 1.).

## Népesség
A település lakosságának változását az alábbi diagram mutatja:
| Lakosok száma | 564  | 646  | 639  | 502  | 452  | 421  | 394  | 384  | 408  | 419  |
|               | 1869 | 1890 | 1921 | 1950 | 1980 | 2001 | 2017 | 2019 | 2022 | 2024 |